# مرقد السيد صلاح الدين محمد
مرقد السيد صلاح الدين محمد (بالفارسية: امامزاده سید صلاح الدین محمد) هو مرقد شيعي تاريخي يعود إلى القرن السابع والثامن الهجري، ويقع في آبدانان.